# Сторож Урожаю

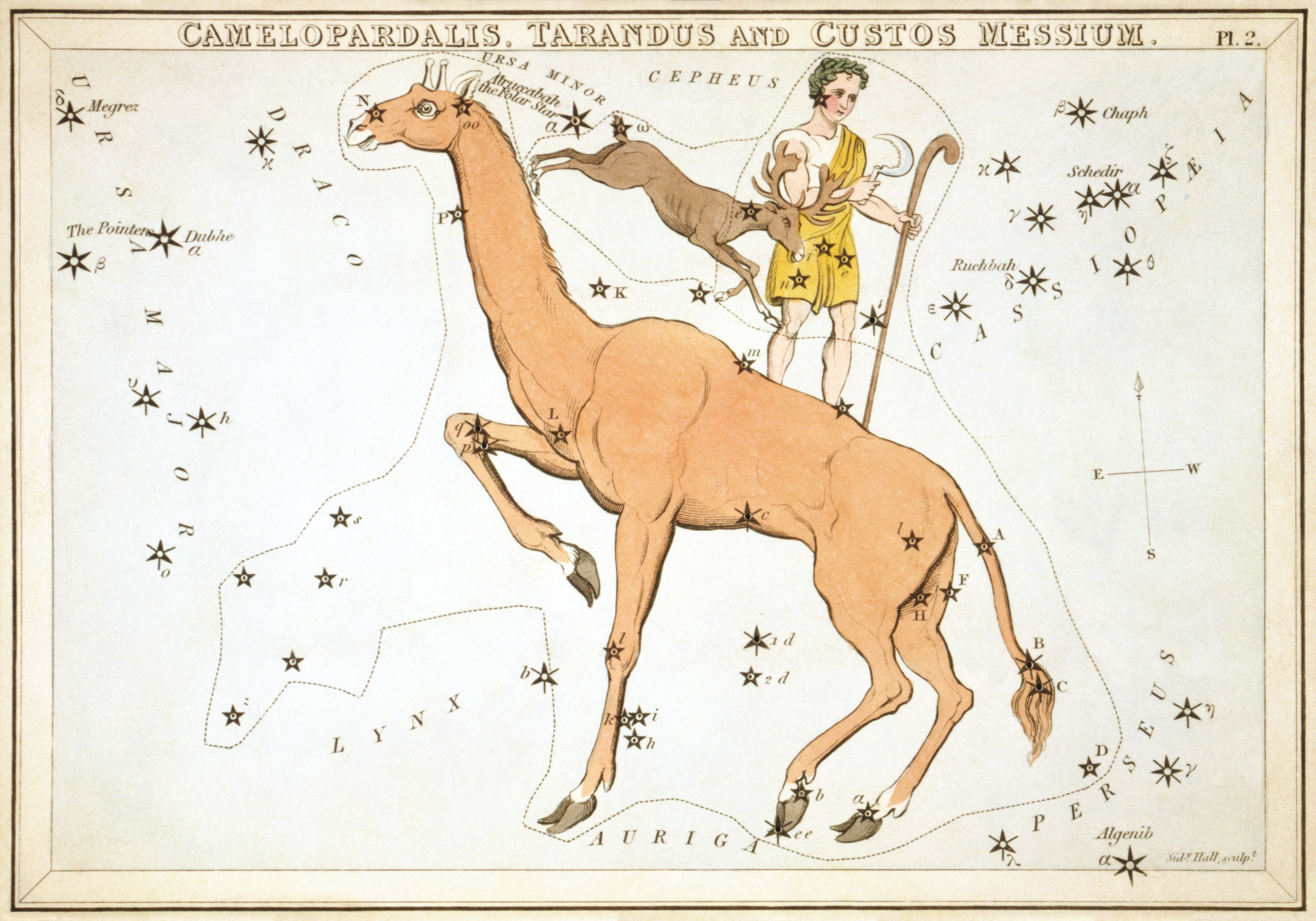
Сторож Урожаю та інше застаріле сузір'я Північний Олень, зображені над Жирафом.

Сторож Урожаю (лат. Custos Messium) — колишнє, нині відмінене сузір'я, створене Жозефом де Лаландом на честь Шарля Мессьє як каламбур на його ім'я (фр. Charles Messier). Сузір'я було вперше введене в 1775 році та розташовувалося між сузір'ями Жираф, Кассіопея, Цефей та поруч з іншим сузір'ям, яке згодом також було відкинуте, — Північним Оленем.

## Історія
Після відкриття комети C/1774 P1 (також відомої як «комета Монтеня») Мессьє провів ретельні спостереження та записав інформацію про неї. Лаланд помітив, що шлях комети проходив через кілька зір, які розташовувались на околиці сузір'я Жираф, але не входили до нарисів цього сузір'я. Щоб об'єднати зорі, а також вшанувати пам'ять Шарля Мессьє за його відданість астрономії та відкриттю комет, Лаланд виділив на цій ділянці неба сузір'я Сторож Урожаю. Зорі в Сторожі Урожаю безіменні та майже невидимі неозброєним оком.
На рішення Лаланда запровадити сузір'я Сторож Урожаю вплинуло кілька факторів. Лаланд намагався уникнути зображення живої людини серед зір, але вивівши латинське слово, що означає жнива, messium, від прізвища Мессьє, Лаланд зміг знайти хитрий спосіб натякнути на Мессьє. Вважають також, що розташування сузір'я ретельно продумане. Навколишні сузір'я, Кассіопея, Цефей та Жираф, пов'язані із сільським господарством. Так само фінікійці розглядали частину неба, на якій розташовувався Сторож Урожаю, як гігантське пшеничне поле. Розташування також може свідчити про те, що Сторож Урожаю мав служити північним аналогом нині застарілого сузір'я Страж Полюсу у південній півкулі. Ця ідея виникла через те, що обидва сузір'я є навколополярними, а також через втілення обома сузір'ями ролі охоронців.
Сторож Урожаю був популяризований своєю ранньою адаптацією в «Vorstellung der Gestirne» Йоганна Елерта Боде. Сузір'я також було включено до низки тогочасних астрономічних видань, таких як німецьке доповнення до «Atlas Coelestis» Джона Фламстіда, «Уранографії» Боде та «Allgemeine Beschreibung und Nachweisung der Gestirne» Боде. Сторож Урожаю залишався в обігу близько століття, поступово зникаючи з астрономічних текстів до середини XIX століття та остаточно канувши у забуття до кінця XIX століття. Межу сузір'я Кассіопії провели так, щоб включити більшість зір, що раніше відносили до сузір'я Сторож Урожаю.

## Зорі
Найяскравішою зорею в сузір'ї була 50 Кассіопеї. Інші зорі включають 23 Кассіопеї, 47 Кассіопеї, 49 Кассіопеї та Гамма Верблюда. Зорі були повернуті до своїх початкових сузір'їв, коли Міжнародний астрономічний союз не включив Сторожа Урожаю до списку 88 офіційних сузір'їв, затвердженого в 1922 році.